# Centaurodendron palmiforme
Centaurodendron palmiforme là một loài thực vật có hoa thuộc họ Asteraceae.
Nó chỉ được tìm thấy ở Chile.